# Perimeter Aviation
Perimeter Aviation Ltd., действующая как Perimeter Aviation — канадская авиакомпания местного значения со штаб-квартирой в городе Виннипег, провинция Манитоба.
Компания была основана в 1960 году. В настоящее время выполняет регулярные пассажирские рейсы в 21 аэропорт провинции Манитоба, предоставляет услуги по подготовке и переподготовке лётного состава на собственных тренажёрах, а также обеспечивает грузовые перевозки и работу мобильных групп скорой медицинской помощи (санитарная авиация). Портом базирования авиакомпании и её главным транзитным узлом (хабом) является Международный аэропорт Виннипег имени Джеймса Армстронга.

## Маршрутная сеть
По состоянию на март 2010 года авиакомпания Perimeter Aviation выполняла регулярные пассажирские рейсы в следующие пункты назначения:
- Манитоба
  - Беренс-Ривер — Аэропорт Беренс-Ривер
  - Брендон — Аэропорт Брендон
  - Броше — Аэропорт Броше
  - Кросс-Лейк — Аэропорт Кросс-Лейк имени Чарли Синклера
  - Дофин — Аэропорт Дофин имени Билли Бейкера
  - Гарден-Хилл, Айленд-Лейк — Аэропорт Айленд-Лейк
  - Годс-Лейк-Нарроус — Аэропорт Годс-Лейк-Нарроус
  - Годс-Ривер — Аэропорт Годс-Ривер
  - Лак-Броше — Аэропорт Лак-Броше
  - Линн-Лейк — Аэропорт Линн-Лейк
  - Норвей-Хаус — Аэропорт Норвей-Хаус
  - Оксфорд-Хаус — Аэропорт Оксфорд-Хаус
  - Ред-Сакер-Лейк — Аэропорт Ред-Сакер-Лейк
  - Сент-Тереза-Пойнт, Уасагамак — Аэропорт Сент-Тереза-Пойнт
  - Шаматтава — Аэропорт Шаматтава
  - Тадул-Лейк — Аэропорт Тадул-Лейк
  - Томпсон — Аэропорт Томпсон
  - Виннипег — Международный аэропорт Виннипег имени Джеймса Армстронга
  - Йорк-Лэндинг — Аэропорт Йорк-Лэндинг

- Онтарио
  - Пикангикум — Аэропорт Пикангикум
  - Санди-Лейк — Аэропорт Санди-Лейк

## Флот
По данным Министерства транспорта Канады в августе 2009 года воздушный флот авиакомпании Perimeter Aviation составляли следующие самолёты: